# خلية عديمة النواة
الخلايا عديمة النوى هي خلايا دون نواة. الاسم مشتق من البادئة اليونانية "a-" والتي تعني "دون" والبادئة اليونانية "karyo-" والتي تعني "جوزة" أو "لب".

## الأنواع
تأتي الخلايا العديمة النوى بأشكال مختلفة عديدة. بشكل عام، هناك أربعة أنواع رئيسية من الخلايا عديمة النوى تم اكتشافها: خلايا الدم الحمراء، وهي خلايا مقعرة الشكل مسؤولة عن تبادل الغازات ونقل العناصر الغذائية في جميع أنحاء الكائن الحي. يتم تصنيف خلايا الدم الحمراء على أنها خلايا عديمة النواة لأنها تفتقر إلى نواة الخلية بعد أن تتطور بشكل كامل. أكثر أنواع الخلايا عديمة النوى شيوعًا هي البكتيريا والعتائق. البكتيريا والعتائق كائنات وحيدة الخلية تفتقر إلى العضيات - على وجه التحديد، النواة. تفتقر إلى النوى ولكنها تحتوي على عضيات أخرى تساعد في عمليات التكاثر. تعتبر الفيروسات أحيانًا خلايا عديمة النوى ولكن اللاحقة "cyte" تعني خلايا. تُستخدم أيضًا كلمة Akaryote كمرادف لكلمة Akaryocyte، لكن "ote" تشير إلى علاقة تصنيفية غير موجودة بين الخلايا عديمة النوى.

## الدور
تلعب الخلايا العديمة النوى دورًا خاصًا في الحفاظ على النظم البيئية الصحية. وقد ساهمت البكتيريا والعتائق، على وجه التحديد، في استقرار العلوم البيئية. ومن العمليات الحاسمة التي تشارك فيها البكتيريا والعتائق النترجة - أكسدة الأمونيا، والتي تساهم في النظم البيئية الزراعية الأكثر صحة، وبالتالي المناطق التي تحتوي بشكل أساسي على التربة.